# Henrik Olsson (konstnär)
Henrik Olsson, född 1969 i Lindome, är en svensk konstnär som bor och arbetar i By i södra Dalarna. 
Han avlade magisterexamen (MA) vid Bildkonstakademin i Helsingfors 2003. Han har haft flera separat- och grupputställningar i Sverige och Finland. Han arbetar främst med måleri och företrädesvis oljefärg. Måleriet kan sägas utgöras av en nordisk tradition och man kan finna spår av Göteborgskoloristerna. Naturen utgör ofta den centrala inspirationskällan men färgen och själva oljefärgen som medium är grundläggande element då konceptet för målningarna innefattar själva måleriet självt som kan ses som autonomt.  